# Trichosilia austrina
Trichosilia austrina là một loài bướm đêm trong họ Noctuidae.